# Beste

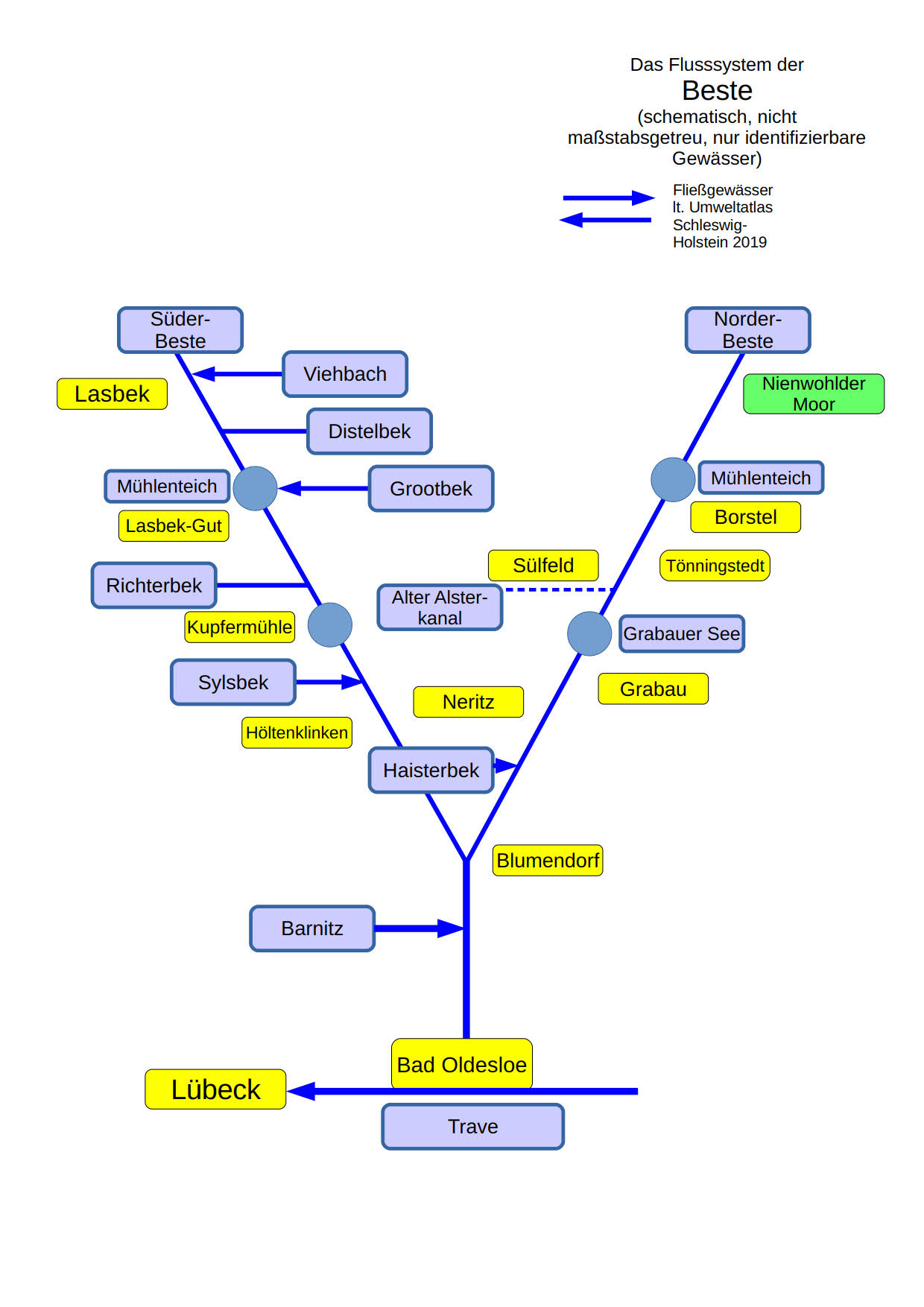
Das Flusssystem der Beste (schematisch)

Die Beste ist ein Fluss im Kreis Stormarn, der in Bad Oldesloe in die Trave mündet. Urkundlich wurde der Fluss erstmals bereits 1075 als Horbinstenon in einer Beschreibung des Limes Saxoniae erwähnt. Nach Wolfgang Laur kann der Name als Ableitung von Binse aufgefasst werden.

## Name
Die erste schriftliche Erwähnung des Flusses fand 1263 als Bestene statt. Bei dem Namen handelt es sich um eine n-Ableitung entweder von altsächsisch Bast oder germanisch *besta- für 'gegraben, Graben'.

## Oberlauf
Die Quelle der Beste liegt auf 44 m ü. NN bei Mollhagen, einem Ortsteil von Steinburg (Stormarn). Sie fließt dann ziemlich geradlinig 3,5 km  zur A 1, die sie 1 km nördlich der BAB-Abfahrt Bargteheide kreuzt. Von dort fließt sie in Mäandern am Wald Rehbrook vorbei, in den Mühlenteich des Gutes Lasbek. Dieser wird auch noch von Groot Beek und Lütt Beek gespeist.

## Süderbeste

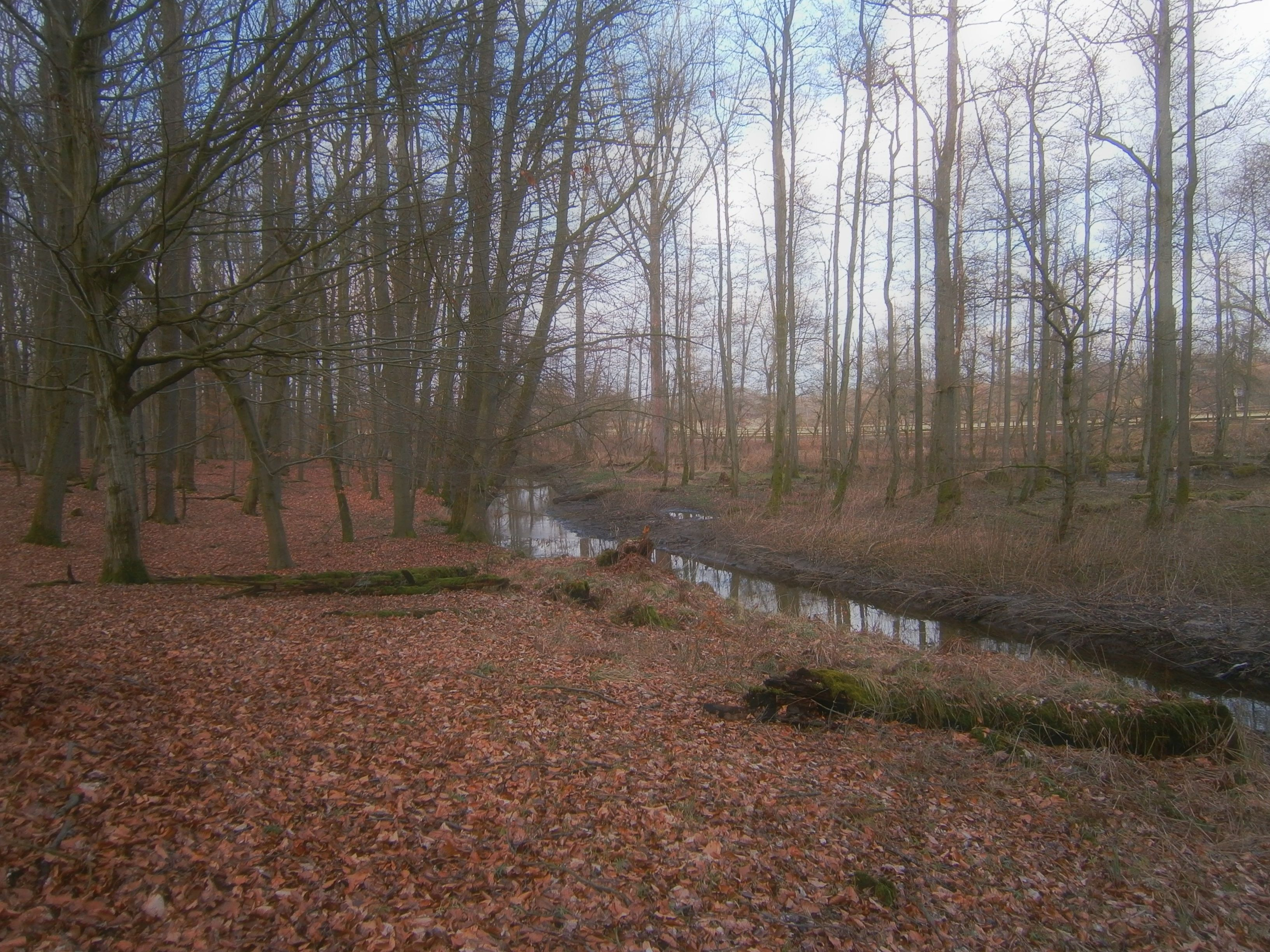
Die Süderbeste unweit der Autobahn 21 auf Höhe des Rastplatzes Rehbrook

Vom Ausfluss des Mühlenteichs des Lasbeker Gutes bis zum Zusammenfluss mit der Norderbeste heißt der Fluss jetzt Süderbeste und hat einen Verlauf mit vielen Windungen. Auf den nächsten 1,8 km wird noch das Wasser zweier Waldbäche aufgenommen, bevor der Fluss erneut im Kupfermühlenteich bei Sattenfelde gestaut wird. Von dort sind es noch 4,5 km zum Zusammenfluss mit der Norderbeste. Auf diesem Abschnitt liegt der Zulauf der Sülsbek auf 16 m über NN. Die Süderbeste wird noch zweimal gestaut für die Sensenmühle und die Ölmühle am Gut bei Höltenklinken.

## Norderbeste
Die Quelle der Norderbeste ist nicht festgelegt, da der Fluss aus den abfließenden Wassern des Lunder Moors und des Nienwohlder Moors südlich von Itzstedt entsteht; allerdings befindet sich im Moor ein Markierungsstein, der auf die Quelle der Norderbeste hinweist. Die Moore befinden sich auf 29 m über NN und sind Teil der Wasserscheide zwischen Nord- und Ostsee. Die Norderbeste fließt östlich an Itzstedt vorbei und wird  bei Borstel zum Mühlenteich aufgestaut. Nachdem sie Tönnigstedt südlich auf 20 m über NN und Sülfeld nördlich passiert hat, durchfließt sie den Grabauer See. Auch hier hat die Norderbeste früher eine Wassermühle angetrieben. Bei Neritz wird noch Wasser aus dem Mühlengrund aufgenommen, bevor kurz vor der Autobahnquerung (A 21) der Zusammenfluss mit der Süderbeste erfolgt.
Im Bereich Sülfeld - Borstel wurde die Norderbeste 2008 renaturiert.

## Unterlauf

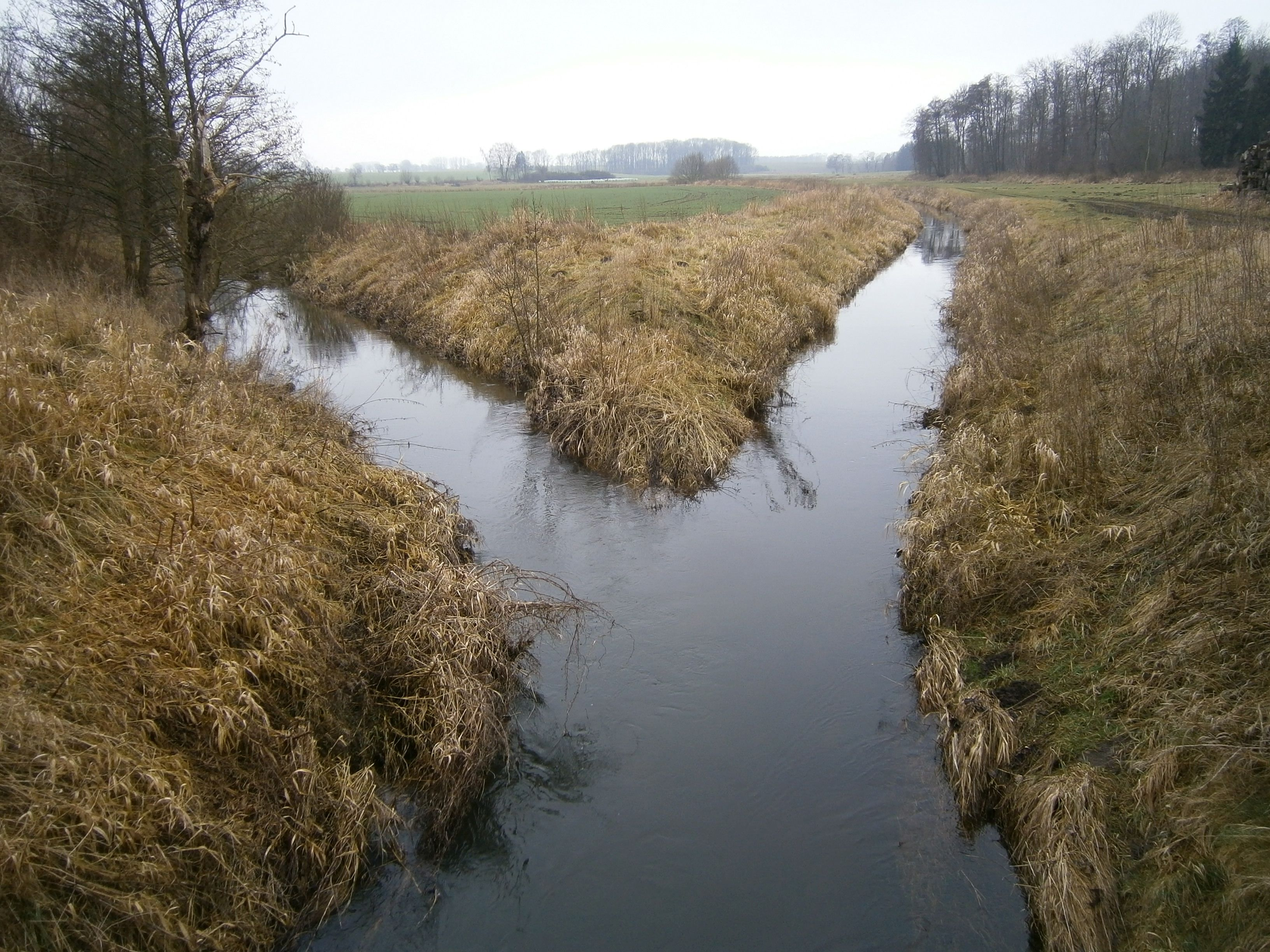
Zusammenfluss von Südererbeste und Norderbeste (rechts) bei Blumendorf

Nach dem Zusammenschluss südlich von Blumendorf fließt die Beste geradlinig in Richtung Bad Oldesloe, wo im Quellental die Barnitz zufließt. Nach wenigen Windungen im Stadtgebiet mündet die Beste in die Trave. Der Unterlauf zwischen Zusammenfluss und Mündung ist fünf Kilometer lang.

## Geschichte
Die wohl erste Kupfermühle bei Oldesloe errichtete ab 1515 der Lübecker Kaufmann Mathias Mulich.
Von 1526 bis 1549 war die Norderbeste über den Alster-Beste-Kanal mit der Alster verbunden, so dass eine schiffbare Verbindung von Hamburg über Alster, Alster-Beste-Kanal, Norderbeste, Beste, Trave nach Lübeck bestand. Die Mündung des Kanals, der nicht mehr durchgängig besteht, liegt nördlich von Sülfeld.
Um die Süderbeste entwickelten sich im 16. Jahrhundert im Rahmen der Gutswirtschaft weitere Mühlen, Kupferhämmer, eine Papiermühle und andere Manufakturbetriebe, die es verstanden, die Energie des strömenden Wassers der Süderbeste wirtschaftlich zu nutzen. Der Einrichtung und die Verpachtung dieser Betriebe brachte den Gutsherren von Rohlfshagen und Höltenklinken zusätzliche Einkunftsmöglichkeiten. Die Entwicklung wurde daher durch den Trittauer Amtmann Moritz Rantzau († 1587) von  der Burg in Trittau aus sehr gefördert, nicht zuletzt war Rohlfshagen ein Gut und zeitweiliger Aufenthaltsort seines Dienstherrn Herzog Adolf I. von Holstein-Gottorf und Höltenklinken sein eigenes, das er von dem Ritter Sievert Swyn erworben hatte. Der Dreißigjährige Krieg störte später diese Entwicklung empfindlich. Der letzte Kupferhammer an der Beste war jedoch noch Anfang des 20. Jahrhunderts in Betrieb.